# Manfred Hättich
Manfred Hättich (* 12. Oktober 1925 in Owingen; † 31. März 2003 in Tutzing) war ein deutscher Politikwissenschaftler.
Nach einem Studium der Wirtschafts- und Politikwissenschaft an der Universität Freiburg, promovierte Manfred Hättich 1957. Im Jahr 1965 erfolgte seine Habilitation in Freiburg.
Anschließend war der Schüler Arnold Bergstraessers bis 1970 Professor für Politikwissenschaft an der Universität Mainz. Während dieser Zeit promovierte bei ihm Kurt Faltlhauser. Von 1970 bis zu seiner Emeritierung 1993 war er Professor für Politikwissenschaft an der Ludwig-Maximilians-Universität München und gleichzeitig Direktor der Akademie für Politische Bildung in Tutzing. Von 1981 bis 1983 war er Vorsitzender der Deutschen Vereinigung für Politische Wissenschaft.
In den 1960ern entwickelte er im Rahmen der „Vergleichenden Regierungslehre“ eine Typologie „Grundmodelle politischer Ordnungen“, die auf drei Variablenpaaren aufbaut:
- Herrschaftsstruktur: monistisch vs. pluralistisch
- Willensbildung: monopolisiert vs. konkurrierend
- Repräsentation: total vs. partiell

Durch Kombination dieser Variablenpaare ergeben sich (bei Ausschluss der nicht funktionierenden Kombination pluralistische Herrschaft mit monopolisierter Willensbildung) sechs Grundmodelle der politischen Ordnung.
Hättich unterscheidet weiter zwischen offener bzw. geschlossener Herrschaftsstruktur, Willensbildung und Repräsentation – je nachdem wie integrativ die einzelnen Parameter in einer Gesellschaft ausgeprägt sind.
Hättich bekam 1990 das Verdienstkreuz 1. Klasse der Bundesrepublik Deutschland verliehen.

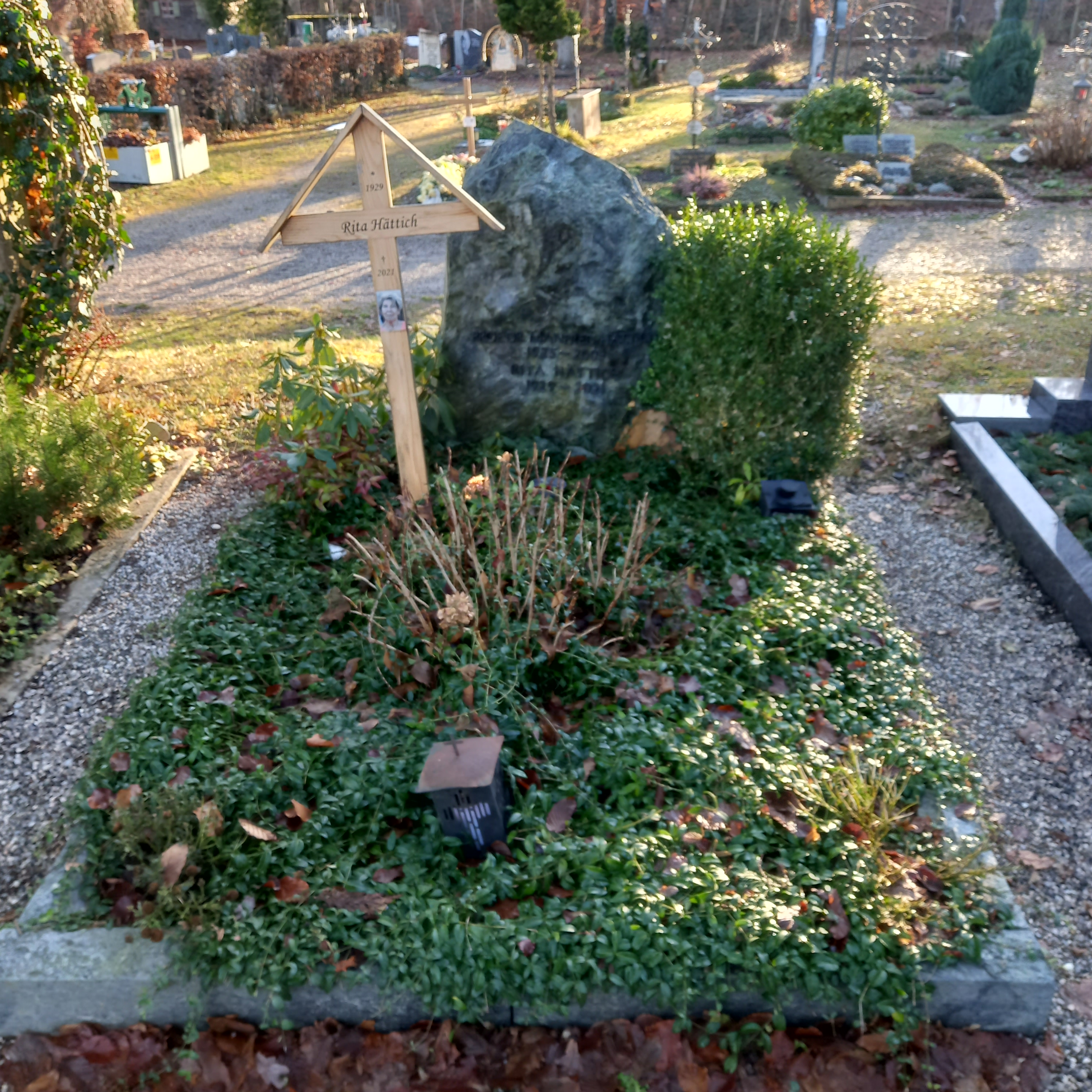
Das Grab von Manfred Hättich und seiner Ehefrau Rita auf dem Neuen Friedhof in Tutzing

## Werke
- Wirtschaftsordnung und katholische Soziallehre. Die subsidiäre und berufsständische Gliederung der Gesellschaft in ihrem Verhältnis zu den wirtschaftlichen Lenkungssystemen (Schriften zum Vergleich wirtschaftlicher Lenkungssysteme, Heft 2). Fischer, Stuttgart 1957 (= Dissertation Universität Freiburg).
- Begriff und Formen der Demokratie. Mainz: v. Hase & Koehler, 1966 (2. Aufl. 1991, ISBN 3-7758-1238-5).
- Nationalbewußtsein und Staatsbewußtsein in der pluralistischen Gesellschaft. 3. Aufl. v. Hase & Koehler, Mainz 1966.
- Demokratie als Herrschaftsordnung (= Ordo politicus, Bd. 7). Westdeutscher Verlag, Köln/Opladen 1967 (= Habilitationsschrift Universität Freiburg).
- Lehrbuch der Politikwissenschaft. Drei Bände. v. Hase & Koehler, Mainz 1967–1972.
- Grundbegriffe der Politikwissenschaft. Wissenschaftliche Buchgesellschaft, Darmstadt 1969 (2. Aufl. 1980, ISBN 3-534-03951-3).
- Rationalität als Ziel politischer Bildung. Eine Einführung. Olzog, München 1977, ISBN 3-7892-9809-3.
- Weltfrieden durch Friedfertigkeit? Eine Antwort an Franz Alt. 5. Aufl. Olzog, München 1983, ISBN 3-7892-9899-9.
- Zornige Bürger. Vom Sinn und Unsinn des Demonstrierens. Olzog, München 1984, ISBN 3-7892-7253-1.
- Manfred Hättich [Hrsg.]: Die politische Grundordnung der Bundesrepublik Deutschland in Politik- und Geschichtsbüchern (Forschungsbericht der Konrad-Adenauer-Stiftung; 47). Melle, Knoth, 1985.
- Freiheit als Ordnung. Drei Bände. Olzog, München 1988–1990.
- Deutschland, eine zu späte Nation. v. Hase u. Koehler, Mainz 1990, ISBN 3-7758-1228-8.